# Kirchenpaueria adhaerens
Kirchenpaueria adhaerens är en nässeldjursart som beskrevs av Wilfrid Arthur Millard 1958. Kirchenpaueria adhaerens ingår i släktet Kirchenpaueria och familjen Kirchenpaueriidae. Inga underarter finns listade i Catalogue of Life.